# 小林真矢香
小林 真矢香（こばやし まやか、2001年3月18日 - ）は、石川県出身の女子競輪選手。日本競輪選手会富山支部所属（登録地は石川県）、ホームバンクは石川県立自転車競技場。日本競輪選手養成所第122期生。師匠は坂上樹大（80期）。

## 経歴
中学時代から陸上を始め、石川県立松任高等学校のときには主に投擲種目に打ち込み、2018年第79回石川県陸上競技選手権大会砲丸投げで2位となるなど実績を残した。陸上部引退後、自転車競技部の先生に勧められたことから競輪選手の道に進んだという。
2018年、2019年と2度不合格となったが、2021年1月14日、日本競輪選手養成所第122回技能試験に合格。在所競走成績は15位（3勝）。
2022年5月7日、松山競輪場でデビューし4着。初勝利は同年11月30日の伊東温泉競輪場で挙げた。
2024年6月15日、岐阜FII（ミッドナイト）で初優勝。